# Байконурська ТЕЦ
Байконурська ТЕЦ — теплова електростанція у центральній частині Казахстану, поява якої пов'язана із діяльністю космодрому Байконур.
В 1958 році на майданчику ТЕЦ-му ввели в дію турбіну типу АТ-6 зі станційним номером 1. До 1987 року запустили ще шість турбін, з яких турбіни зі станційними номерами 4 — 7 були постачені Калузьким турбінним заводом та відносились до типу ПТ-12-35/10М з потужністю по 12 МВт.
В 1997-му запустили ще одну турбіну Калузького турбінного заводу типу ПТ-12-35/10М потужністю 12 МВт зі станційним номером 8.
Котельне господарство ТЕЦ сформували введені за період з 1956 по 1984 роки парові турбіни:
- три виробництва Барнаульского котельного заводу типу БКЗ-50-39Ф продуктивністю по 50 тонн пари на годину (котлоагрегати 1 — 3);
- шість від Білгородського котельного заводу типу ГМ-50-1 продуктивністю по 50 тонн пари на годину (котлоагрегати 4 — 9),
- три від Барнаульского котельного заводу типу БКЗ-75-39ГМ продуктивністю по 75 тонн пари на годину (котлоагрегати 10 — 12).

Крім того, для підсилення теплової потужності в 1971—1980 роках запустили три водогрійні котли типу ПТВМ-50 продуктивністю по 50 Гкал/год (наразі цей показник обмежено рівнем у 35 Гкал/год).
З плином часу застаріле обладнання виводили з експлуатації, так, списали турбіни № 1, № 2, № 3 та № 7. В 2001 році вивели з експлуатації котлоагрегат № 3, до початку 2020-х вже був виведений з експлуатації котлоагрегат № 10. При цьому станом на початок 2020-х з чотирьох наявних турбін були готові до використання лише три.
ТЕЦ розрахована на споживання мазуту. Наразі анонсовані плани перевести станцію в середині 2020-х років на природний газ, який з кінця 2010-х надходить до Байконуру по перемичці завдовжки 14 км від трубопроводу Бейнеу — Шимкент.
Для видалення продуктів згоряння використовують три димарі — один висотою 60 метрів та два по 100 метрів.
Видача електроенергії відбувається по ЛЕП, що працює під напругою 35 кВ.